# 国家预防腐败局
国家预防腐败局，是已撤销的中华人民共和国的国家级预防腐败专门机构，主要负责全国防腐败工作的协调与策划，制定反腐政策，检查与指导社会企业、单位、团体的反腐工作同时负责预防腐败的国际合作和国际援助。 
国家预防腐败局列入国务院直属机构序列，在中华人民共和国监察部加挂牌子。国家预防腐败局办公室与中央纪委国际合作局为一个机构两块牌子。

## 沿革
2005年10月27日，第十届全国人大常委会第十八次会议审议并批准了《联合国反腐败公约》。2007年3月12日，全国人大代表、中央纪委副书记夏赞忠透露，国家预防腐败局已通过了审批。2007年5月31日，正式批准设立。 2007年9月6日，国家预防腐败局成立，马馼被任命为局长。2007年9月13日，国家预防腐败局正式揭牌。
2018年3月17日第十三届全国人民代表大会第一次会议通过《第十三届全国人民代表大会第一次会议关于国务院机构改革方案的决定》，批准《国务院机构改革方案》。方案规定：“监察部并入新组建的国家监察委员会。国家预防腐败局并入国家监察委员会。不再保留监察部、国家预防腐败局。”

## 职责
国家预防腐败局主要职能有：
1. 负责全国预防腐败工作的组织协调、综合规划、政策制定、检查指导；
2. 协调指导企业、事业单位、社会团体、中介机构和其他社会组织防治腐败工作；
3. 负责预防腐败的国际合作和国际援助[5]。

## 历任局长
1. 马馼（女）（2007年9月－2013年3月）
2. 黄树贤（2013年3月－2016年11月）
3. 杨晓渡（2017年1月－）

### 引用
1. ↑  . 新浪. 2014-03-17  [2014-03-17]. （原始内容存档于2014-03-17）.
2. ↑  王勇. . 中国人大网. 2018-03-13  [2018年3月18日]. （原始内容存档于2018年6月9日）.
3. ↑  . 中国人大网. 2018-03-17  [2018-03-18]. （原始内容存档于2018-03-18）.
4. ↑  . 中国人大网. 2018-03-17  [2018-03-18]. （原始内容存档于2018-03-18）.
5. ↑  . 大众网. 2012-06-29  [2018-03-16]. （原始内容存档于2018-03-17）.

### 來源
网页
- 国家预防腐败局职责有三　负责全国防腐政策制定[永久]
- 中国国家预防腐败局正式揭牌（页面存档备份，存于）
- “国家预防腐败局”成立过程（页面存档备份，存于）